# صوت جوجل
صوت جوجل هي خدمة اتصالات من قِبل جوجل أُطلِقت في 11 مارس 2009 بعد استحواذ شركة جوجل على خدمة غراند سنترال.
مُنذ أكتوبر 2009 كان عدد مُستخدمي صوت جوجل 1.4 مليون مستخدم، مِنهم 570,000 مستخدم استعملوا الخدمة 7 أيام في الأسبوع. وقد ارتفع هذا العدد بشكل ملحوظ منذ أن قامت جوجل بتحويل خدمة صوت جوجل من «دعوة فقط» إلى جميع مشتركي بريد جوجل في أمريكا. ونشرت مدونة مجلة وايرد أن عدد مستخدمي صوت جوجل وصل إلى 3.5 مليون سنة 2013.
تكون الخدمة على شكل تطبيق يعمل عبر شبكة الإنترنت، ويُنصّب على الأندرويد عن طريق آب ستور في الهواتف الذكية والحواسيب الذكية. توفر حالياً خدمة صوت جوجل اتصالات حرة بين أجهزة الحاسوب والهواتف في الولايات المتحدة وكندا. وبين جهاز حاسوب لآخر بإتصالات صوتية ومرئية في جميع أنحاء العالم بين مُستخدمي جوجل هانج آوتس وهو بحاجة إلى برنامج مساعد متوفر على مشغلات (ويندوز، أبل، جنو/لينكس).
ويمكن لِمستخدمي صوت جوجل في الولايات المتحدة إجراء المُكالمات الصادرة إلى وجهات محلية ودولية من أجهزتهم المحمولة عبر التطبيق المتصل بالإنترنت. ومنذ أغسطس 2011 أصبح بإمكان المُستخدمين من دول أُخرى إجراء المكالمات الدولية من الإنترنت إلى أرقام حول العالم.

## نظرة عامة
تقدم جوجل مجانا خدمة الاتصال الصوتي من حاسب إلى حاسب ( PC-إلى-PC ) وذلك عبر بريد جوجل، وهو يسمح أيضا بالاتصال بالصوت والصورة (الفيديو) بين جميع أنحاء العالم. بالإضافة إلى أن مستخدمي صوت جوجل في العديد من البلدان يمكنهم إجراء مكالمات منخفضة التكلفة لأرقام الهواتف الدولية من الحاسب للتليفون (PC-إلى-Phone)، بل أصبح متاحا داخل الولايات المتحدة وكندا عمل اتصالات من الحاسب للتليفون مجانا.
أتاحت جوجل لمستخدمي الولايات المتحدة فقط رقم هاتف محلي للمكالمات الواردة. فالأعضاء يمكنهم تحديد رقم هاتف واحد داخل الولايات المتحدة، والمكالمات الواردة إلى ذلك الرقم قد تعطي رنين في وقت واحد لأي من الهواتف المهيئة لذلك أو إلى حساب محادثة جوجل (Google Talk). يمكن تهيئة الأرقام بناء على الرقم المطلوب أو مجموعة الاتصال (مثل: الأسرة، الأصدقاء، العمل) أو بناء على الوقت من اليوم (مثل: تعطيل هاتف المنزل خلال ساعات العمل وتوجيه المكالمات إلى الهاتف المحمول أو هاتف العمل). كما تتيح خدمة البريد الصوتي، ويمكن الوصول إليها عبر متصفح الإنترنت أوالبريد الإلكتروني أو عن طريق الهاتف. تسمح صوت جوجل بعمل حجب (منع) تلقائي للأرقام المعروفة مثل أرقام الدعاية، كما تسمح بتبديل الخطوط أثناء المكالمة، كما تعطي رسائل تحية صوتية متباينة وفقا للمتصل، إضافة إلى خدمة تمرير الرسائل القصيرة (SMS)، وتسجيل المكالمات.
في السابق، كان مستخدمي خدمة الاتصال Gizmo5 -التي تستخدم بروتوكول بدء الجلسة (SIP)- يمكنهم تمرير المكالمات إلى خدمة Gizmo الخاصة بهم، ويمكنهم الرد على المكالمات باستخدام برنامج مجاني على الحاسب أو تطبيق ويب أو جهاز هاتف يعمل بـ(SIP). لكن جوجل أوقفت خدمة التمرير إلى Gizmo5 في 3 أبريل 2011.
وهناك العديد من الخدمات المنافسة التي توفر أرقام افتراضية (Virtual number). ففي المملكة المتحدة توجد خدمة كهذه منذ عام 1993، على غرار خدمة إي تي أند تي (AT&T) التي وجدت في الولايات المتحدة في التسعينات. وفي حين كانت (AT&T) تتطلب التدخل المباشر من الشركة لتغيير قائمة رقم الهاتف، فإن خدمة جوجل تسمح للمستخدم بتهيئتها في تطبيق الويب.

## تاريخ

### الأصل
استحوذت جوجل في 2 يوليو 2007 على شركة غراند سنترال؛ التي أسست في 2005 على يد كريغ ووكر وفنسنت باكويت وبتمويل من شركة ماينور فينتوريز؛ مقابل 95 مليون دولار أمريكي بوساطة صفقة قام بها مايلز أغها. ومع أن مستخدمي غراند سنترال كانوا قادرين على استخدام الخدمة حتى بعد شرائها من قبل جوجل، إلا أنه لم يتم قبول المستخدمين الجدد ولم يكن هناك تصريح عمومي حول خطط جوجل بخصوص الخدمة. وفي 11 مارس 2009، قامت إدارة الخدمة بالكشف عن أن هناك فريق قام بالعمل على الخدمة طوال الفترة الماضية، وعلى ما يبدو بالسر، وتم إطلاقها من جديد تحت المسمى التجاري «صوت جوجل». وكان ذلك للإبقاء على معظم الجانب الوظيفي مقدما بالأصل من غراند سنترال وإضافة بعض الميزات.

## الدعم
خدمة صوت جوجل لا توفر أرقام هاتف مباشرة للدعم والتواصل معها. بالرغم من ذلك فالمستخدمون بإمكانهم الدخول إلى مركز المساعدة الخاص بخدمة صوت جوجل ويسخدموا مجموعات جوجل ومنتديات صوت جوجل الرسمية لكي يحصلوا على الدعم والتوجيه اللازم.

## ميزات
- مكالمات مجانية غير محدودة و رسائل قصيرة (sms) داخل الولايات المتحدة وكندا.
- الإتصال الدولي بأسعار تبدأ من 0.02 دولار أمريكي للدقيقة الواحدة.
- حجب مكالمات من أرقام محددة.
- تسجيل المكالمات.
- استقبال مكالمات هاتفية عبر بروتوكول الإنترنت.
- يمكن تغيير رقمك الخاص مقابل رسوم.

## وصلات خارجية
- صوت جوجل
- صوت جوجل على جيميل